# 电灌站墓地
电灌站墓地，位于中国青海省尖扎县加让乡要其村，为青海省市县级文物保护单位，公布日期为1988年8月24日，类型为古墓葬。
电灌站墓地的历史年代为青铜时代。